# روبن فريمان
روبن فريمان (بالإنجليزية: Robin Freeman)‏ هو لاعب غولف أمريكي، ولد في 7 مايو 1959 في سانت تشارلز في الولايات المتحدة.

## وصلات خارجية
- روبن فريمان على موقع رابطة لاعبي الغولف المحترفين (الإنجليزية)
- روبن فريمان على موقع التصنيف العالمي الرسمي للغولف (الإنجليزية)